# Definizioni (Platone)
Le Definizioni sono un elenco di 200 termini filosofici, con corrispondente definizione, attribuite tradizionalmente a Platone, ma considerate non autentiche già dall'antichità e quindi annoverate fra le sue opere spurie insieme a Sulla giustizia, Sulla virtù, Demodoco, Sisifo, Erissia e Assioco. Si tratta di uno scritto di scuola circolante nell'Accademia, e per quanto riguarda il loro effettivo autore è stato avanzato il nome di Speusippo.
La critica moderna ritiene apocrifi, perché dal punto di vista sia filosofico sia artistico difettano dell'impronta del grande maestro, anche i seguenti dialoghi: Teagete, Minosse, Ipparco, Amanti e Alcibiade secondo.